# Sergio Sollima
Sergio Sollima (Roma, 17 d'abril de 1921 - 1 de juliol de 2015) va ser un director de cinema i guionista italià.

## Biografia
Sollima es va graduar al Centro Sperimentale di Cinematografia el 1935. Durant la Segona Guerra Mundial va estar a la Resistència italiana.
Després de la guerra, a poc a poc va passar de treballar com a crític de cinema a guionista per convertir-se en director
Com molts directors italians de culte, Sollima va començar la seva carrera com a guionista a la dècada de 1950 i va escriure moltes pel·lícules de peplum a la dècada de 1960. Va debutar com a director fent una de les quatre seqüències de la pel·lícula d'antologia L'amore difficile. Sollima va filmar tres pel·lícules d'Eurospy i després es va traslladar a spaghetti western. La resa dei conti (protagonitzada per Lee Van Cleef i Tomas Milian) es va estrenar l'any 1966 amb un gran èxit, malgrat que va haver de competir amb El bo, el lleig i el dolent de Sergio Leone i Django de Sergio Corbucci. Sollima aviat va filmar dos westerns més. Faccia a faccia (Milian i Gian Maria Volonté) es va estrenar el 1967 i Corri uomo corri (Milian) el 1968. Tot i que Sollima va dirigir només tres westerns i mai van arribar a un nivell de popularitat com els dels altres Sergios (Leone i Corbucci), cadascun d'ells és molt apreciat entre els entusiastes del gènere.
El 1970, Sollima va tornar a canviar de gènere i va dirigir Charles Bronson i Telly Savalas va protagonitzar Violent City, que va ser una de les primeres pel·lícules criminals italianes violentes i de ritme ràpid, sovint conegudes com a poliziotteschi. Com per a tots els seus westerns, la banda sonora va ser proporcionada per Ennio Morricone. L'última pel·lícula coneguda de Sollima és Revolver, una pel·lícula de poliziotteschi protagonitzada per Oliver Reed i Fabio Testi.
Sollima va dirigir la sèrie de televisió italiana de sis capítols Sandokan protagonitzada per Kabir Bedi amb diversos llargmetratgess derivats de la sèrie.
Descrit per Quentin Tarantino com "un dels més grans cineastes de l'spaghetti western juntament amb Sergio Leone i Sergio Corbucci", va morir a Roma l'1 de juliol de 2015, als 94 anys. El seu fill Stefano, també director, li va dedicar la seva pel·lícula Suburra.

## Filmografia

### Cinema
- L'amore difficile, episodi Le donne (1962)
- Agente 3S3 - Passaporto per l'inferno (1965)
- Agente 3S3 - Massacro al sole (1966)
- Requiem per un agente segreto (1966)
- La resa dei conti (1966)
- Faccia a faccia (1967)
- Corri uomo corri (1968)
- Città violenta (1970)
- Il diavolo nel cervello (1972)
- Revolver (1973)
- Il Corsaro Nero (1976)
- La tigre è ancora viva: Sandokan alla riscossa! (1977)
- Berlino '39 (1993)

### Televisió
- Sandokan – sèrie TV, 6 episodis (1976)
- I ragazzi di celluloide – minisèrie TV, 3 episodis (1981)
- I ragazzi di celluloide 2 – minisèrie TV, 3 episodis (1984)
- Uomo contro uomo – telefilm en 2 parts (1989)
- Passi d'amore – minisèrie TV, 2 episodis (1991)
- Solo per dirti addio – telefilm (1992)